# Alessandro Fullin
Alessandro Fullin (Trieste, 19 giugno 1964) è un attore teatrale, attore cinematografico e comico italiano.

## Biografia
Alessandro Fullin nasce a Trieste il 19 giugno 1964. Nel 1984 si trasferisce a Bologna, dove si laurea in Psicologia delle Arti al DAMS. Insieme a Stefano Casagrande cura, sempre a Bologna, le iniziative del Cassero LGBT Center, storica associazione culturale del circuito Arcigay dedicata alla tutela dei diritti della comunità LGBTI+.
Dopo diversi anni di presenza nella scena bolognese, diventa conosciuto al grande pubblico nel 2005, quando partecipa en travesti al programma televisivo Zelig nei panni della professoressa Fullin, un'archeologa che studia e insegna un'antichissima e surreale lingua, la lingua tuscolana, parlata dalla civiltà omonima, che sarebbe vissuta nell'VIII secolo e della quale resterebbe come unico reperto una stele con inciso il nome della regina che la governava, "Tuscolana"; i vocaboli di tale lingua, spesso ridicoli e costituiti da parole che in italiano hanno significato praticamente opposto a quello che hanno in tuscolano, sono tutti costruiti usando solo le lettere della parola "tuscolana". La professoressa, nei suoi sketch, è solitamente affiancata dai conduttori Claudio Bisio e Vanessa Incontrada, che hanno il ruolo degli alunni interrogati, e finisce sempre per elogiare Bisio, il quale risponde correttamente a tutte le domande, e arrabbiarsi urlando contro la Incontrada, che invece commette continuamente errori con la grammatica del tuscolano (e Bisio, dal canto suo, le dà solo suggerimenti sbagliati).
Nel 2005 è inserito nel cast della sit-com Belli dentro.
Nel 2007 scrive Le serve di Goldoni, che viene presentato alla Biennale di Venezia per la regia di Andrea Adriatico, regista con il quale aveva già lavorato nelle pièce incentrata sull'impresa fiumana di Gabriele D'Annunzio, L'auto dei comizi (produzioni Teatri di vita).
Nel 2010 pubblica il suo primo romanzo, Ho molto tempo dopo di te, a cui seguirà, nel 2013, Panico botanico.
Nel 2012 presenta lo spettacolo autobiografico Fullin legge Fullin.
Nel 2013 comincia a lavorare a un progetto incentrato sulla figura di Elisabetta di Baviera, che si traduce nella pubblicazione di una trilogia in dialetto triestino: Sissi a Miramar; Ritorno a Miramar; Oberdan, amor mio, da cui sono state tratte riduzioni radiofoniche (Rai Friuli Venezia Giulia, con Emanuela Grimalda) e teatrali (La Contrada, con Ariella Reggio).
Nello stesso anno comincia la collaborazione con la compagnia "Nuove Forme", con la quale presenta Piccole gonne, rilettura ironica del libro Piccole donne di Louisa May Alcott. 
Vive a Torino.

## Opere letterarie
- Tuscolana. Le lezioni della dottoressa Fullin, Mondadori, Milano 2005, ISBN 8804549300.
- Come fidanzarsi con un uomo senza essere una donna, Mondadori 2008, ISBN 8804574135.
- Ho molto tempo dopo di te, Kowalski 2010, ISBN 9788874966967.
- Stefano Chiara e Alessandro Fullin, Pomodori sull'orlo di una crisi di nervi. La vera cucina gay italiana, Cairo 2012, ISBN 9788860524454.
- Sissi a Miramar, MGS Press 2013, ISBN 9788889219713.
- Panico botanico, Cairo Publishing 2014, ISBN 9788860525307.
- Ritorno a Miramar, MGS Press 2014, ISBN 9788889219966.
- Oberdan, amor mio!, MGS Press 2015, ISBN 9788897271161.
- Giallo Trieste, rosso Capodistria, MGS Press 2016, ISBN 8897271332.
- Le Basabanchi, MGS Press 2017
- Le Basabanchi - Rèpete, MGS Press 2018
- Jane Austen Cuguluf, MGS Press 2020
- Il cimitero delle Argonaute (con Marco Barbieri), Voglino Editrice 2021
- Nudo maschile in arancione e giallo, Manni 2021
- Percedol House, MGS Press 2023

## Filmografia
- Il vento, di sera, regia di Andrea Adriatico (2004)
- Belli dentro - serie TV
- Vacanze di Natale a Cortina, regia di Neri Parenti (2011)
- Il giorno più bello, regia di Andrea Zalone (2022)

## Discografia

### Partecipazioni
- 2005 - AA.VV. Pride Compilation, con il brano L'invasione delle checche